# Västra Tunhems kyrka
Västra Tunhems kyrka är en kyrkobyggnad i den sydöstra delen av Vänersborgs kommun. Den tillhör Västra Tunhems församling i Skara stift. 

## Bakgrund
Gustav Vasa delade 1557 Skara stift så att Värmland, Dalsland och delar av Västergötland blev ett nytt stift med säte i Tunhem. Kyrkoherden Sven Laurentii utnämndes till superintendent eller ordinarius. Efter några år återgick dock ordningen till den tidigare. Västra Tunhems kyrka fick 1948 återigen fungera som ersättning för Skara domkyrka, då som prästvigningskyrka, eftersom domkyrkan hade eldhärjats.

## Kyrkobyggnaden
Kyrkan ligger vid Hunnebergs rasbrant bland ekdungar och gravfält och kyrkogården är parkliknande. De äldsta beståndsdelarna härrör från sent 1100-tal. Byggnaden förlängdes mot väster på 1400-talet. Det nuvarande utseendet fick kyrkan vid den stora ombyggnaden 1736-1740 då långhuset breddades  och ett tresidigt avslutat kor uppfördes. Tornet byggdes först 1810.
Interiören är treskeppig och två pelarrader bär upp taket. En bred taklist är dekorerad med scener ur den bibliska historien utförda 1755 av Johan Wahlin. 

## Inventarier
- Dopfunten av täljsten är från 1200-talet och sannolikt importerad från Norge.
- Predikstolen härrör från 1654
- Altaruppsatsen är utförd 1745 av Johan Peter Veber och Michael Schmidt.

### Klockor
Lillklockan är av en senmedeltida normaltyp utan inskrifter.

### Orglar
- Orgeln på läktaren i väster har en fasad som härstammar från 1823 års orgel byggd av Johan Nikolaus Söderling och dennes far Mårten Bernhard Söderling. Verket tillverkades 1905 av Johannes Magnusson, men har därefter byggts om 1938 och 1958. Instrumentet har sjutton stämmor fördelade på två manualer och pedal.[2]
- I koret finns en mindre orgel, tillverkad 1979 av Johannes Menzel Orgelbyggeri, som har sex stämmor fördelade på manual och pedal.[3]